# RTS-Monton Racing
O RTS-Monton Racing (código UCI:RTS) é uma equipa ciclista taiwanesa de categoria Continental.
Fundada em 2002, participa principalmente em carreiras do UCI Asia Tour, o circuito continental asiático.

## Sede
A equipa tem a sua sede no distrito de Daya de Taichung County, a terceira urbe mais povoada de Taiwan.

## Classificações UCI
A partir de 2005 a UCI instaurou os Circuitos Continentais da UCI, onde a equipa está desde que se criou. As classificações da equipa e do seu ciclista mais destacado foram as que seguem::

### UCI America Tour
| Temporada | Classificação por equipas | Melhor corredor     | Posição |
| 2015      | 45º                       | Mario Alberto Rojas | 270º    |
| 2016      | 14º                       | Mauricio Ortega     | 81º     |

### UCI Asia Tour
| Temporada | Classificação por equipas | Melhor corredor       | Posição |
| 2010-2011 | 3º                        | Muradjan Halmuratov   | 2º      |
| 2011-2012 | 64º                       | David McCann          | 274º    |
| 2012-2013 | 9º                        | Muradjan Halmuratov   | 9º      |
| 2013-2014 | 4º                        | Boris Shpilevsky      | 2º      |
| 2015      | 6º                        | Hossein Alizadeh      | 11º     |
| 2016      | 32º                       | Mauricio Ortega       | 104º    |
| 2017      | 8º                        | Mauricio Ortega       | 1º      |
| 2018      | 18º                       | Jambaljamts Sainbayar | 50º     |

### UCI Europe Tour
| Temporada | Classificação por equipas | Melhor corredor        | Posição |
| 2010-2011 | 98º                       | David McCann           | 511º    |
| 2011-2012 | 112º                      | Martyn Irvine          | 605º    |
| 2012-2013 | 120º                      | Boris Shpilevsky       | 899º    |
| 2013-2014 | 125º                      | Ivan Kovaliov          | 1057º   |
| 2017      | 109º                      | Polychrónis Tzortzákis | 571º    |

### UCI Oceania Tour
| Temporada | Classificação por equipas | Melhor corredor | Posição |
| 2005-2006 | 8º                        | David McCann    | 9º      |
| 2006-2007 | 22º                       | Hossein Askari  | 62º     |
| 2017      | 18º                       | Luke Mudgway    | 74º     |

## Palmarés
Para anos anteriores, veja-se Palmarés da RTS Racing Team

### Palmarés de 2018

#### Circuitos Continentais da UCI
| Datas | Circuito | Carreiras | Ganhador |

#### Campeonatos nacionais
| Datas          | Carreiras                                      | Ganhador             |
| 17 de novembro | Campeonato do Uzbequistão Contrarrelógio (CRI) | Muradjan Khalmuratov |

## Elenco
Para anos anteriores veja-se:Elencos da RTS Racing Team

### Elenco de 2018
| Nome                   | Nascimento | Nacionalidade | Equipa de 2017                |
| Tegsh-bayar Batsaikhan | 01/06/1998 | Mongólia      | UCI WCC Mens team             |
| Chien Chou Chen        | 02/12/1997 | Taiwan        | Action Cycling Team           |
| Chao Kai Chin          | 15/07/1993 | Taiwan        | Attaque Team Gusto (2015)     |
| Tom Fitzpatrick        | 16/11/1992 | Reino Unido   | Neoprofissional               |
| Muradjan Halmuratov    | 11/06/1982 | Uzbequistão   | Beijing XDS-Inova             |
| Ruslan Karimov         | 22/05/1986 | Uzbequistão   | RTS-Monton Racing             |
| Oleksiy Kasyanov       | 22/02/1992 | Ucrânia       | Yunnan Lvshan Landscape       |
| Kuan Hsien Li          | 19/07/1994 | Taiwan        | Neoprofissional               |
| Chi Chin Li            | 04/12/1998 | Taiwan        | Neoprofissional               |
| Ja Wei Liao            | 27/10/1997 | Taiwan        | Neoprofissional               |
| Jia Liang Liu          | 23/09/1994 | Taiwan        | RTS-Monton Racing             |
| Sultanmurat Miraliyev  | 13/10/1990 | Cazaquistão   | Astana City (2016)            |
| Jambaljamts Sainbayar  | 04/09/1996 | Mongólia      | Neoprofissional               |
| Alexei Shnyrko         | 12/05/1993 | Bielorrússia  | RTS-Monton Racing             |
| Han Huang Tang         | 06/01/1999 | Taiwan        | Neoprofissional               |
| Artem Tesler           | 12/12/1988 | Ucrânia       | Yunnan Lvshan Landscape       |
| Tuulkhangai Tuguldur   | 17/06/1995 | Mongólia      | Ningxia Sports Lottery (2014) |
| Chia Hao Wang          | 24/07/1999 | Taiwan        | Neoprofissional               |
| Hai Tao Wen            | 04/05/1997 | Taiwan        | Neoprofissional               |
| Yi Chang Wu            | 19/03/1996 | Taiwan        | Neoprofissional               |

1. 1 2 3  Desde 3 de outubro.
2. 1 2 3  Desde 19 de outubro.
3. 1 2 3  Até 12 de maio.